# Адамо, Валентин
Валентин Николас Адамо Рейес (исп. Valentín Nicolás Adamo Reyes; род. 4 мая 2002, Сан-Хасинто, Канелонес) — уругвайский футболист, нападающий клуба «Бостон Ривер».

## Клубная карьера
Адамо — воспитанник клуба «Ривер Плейт». 10 июня 2022 года в матче против «Серрито» он дебютировал в уругвайской Примере. В этом же поединке Валентин сделал «дубль», забив свои первые голы за «Ривер Пелйт». В 2023 году Адамо на правах аренды перешёл в «Прогресо». 5 марта в матче против «Уругвай Монтевидео» он дебютировал в уругвайской Сегунде. В этом же поединке Валентин забил свой первый гол за «Прогресо».
Летом 2023 года Адамо перешёл в бразильский «Ботафого». В начале 2024 года игрок на правах аренды перешёл в чилийский «Унион Эспаньола». 17 февраля в матче против «Коло-Коло» он дебютировал в чилийской Примере. 13 апреля в поединке против «Эвертона» Валентин забил свой первый гол за «Унион Эспаньола».
По окончании аренды игрок вернулся в «Ботафого». 11 января в матче Лиги Кариока против «Марика» он дебютировал за основной состав. В начале 2025 года Адамо на правах аренды перешёл в «Бостон Ривер».